# TAIKING
TAIKING（タイキング、本名：戸塚 泰貴（とつか たいき）、1990年5月10日 - ）は、日本のロックバンド「Suchmos」のギタリスト。
神奈川県横浜市出身。父は、元サッカー日本代表の戸塚哲也。
2021年8月からはソロプロジェクト活動をスタートさせたほか、藤井風やRADWIMPSのライブツアーにサポートギタリストとして参加。

## 経歴

### Suchmos
小学生の頃、学校の用務員にドラムを教えてもらい、初めて楽器を演奏する。中学では吹奏楽部に入り、パーカッションを担当。同じ部の先輩の影響で、ギターを始めた。高校時代に幼馴染のOKやHSUとバンドを組んだが、当時はまだ音楽に賭ける気持ちはなく、高校卒業後は保育士になる為の学校に行くか、音楽の専門学校に行くか、かなり悩んだ末、音楽専門学校に進学。そこでは編曲を勉強し、様々な楽器や機材を扱えるようになった。その頃から編曲家としてもしばしば活動していた中、HSUにSuchmosへの加入を誘われる。編曲家は一般のリスナーから距離が遠い存在だと思い、また一人で音楽を作ることに限界を感じていた為、バンドに加わった。
2014年：Suchmosにギタリストとして加入。
2018年11月24日（土）・25日（日）：アリーナ全国ツアー「Suchmos ARENA TOUR 2019」のファイナルを横浜アリーナで行う。
2018年12月31日：第69回NHK紅白歌合戦に初出場。
2019年9月8日　バンド結成当初からの夢であった地元・横浜スタジアムでのワンマンライブ「Suchmos THE LIVE YOKOHAMA STADIUM」を開催。
2021年2月3日：Suchmosのバンド活動休止を発表。

### ソロプロジェクト
2021年8月1日：ソロプロジェクトをスタートし、F.C.L.S.からデビューシングル「Easy」をリリース。
2021年8月27日：2ndシングル「VOICE」を配信限定リリース。
2021年10月2日 - 2021年11月28日：藤井風のアリーナツアー「Fujii Kaze "HELP EVER ARENA TOUR"」にサポートギタリストとして参加。
2021年10月29日：YouTubeソーシャルドラマ「エミリと太陽」原案・主題歌として3rdシングル「走馬灯」を配信限定リリース。
2021年11月26日：RADWIMPS - SHIWAKUCHA feat. Awichのミュージックビデオにサポートギタリストとして出演。
2021年12月4日 - 2022年1月30日：RADWIMPS「FOREVER IN THE DAZE TOUR 2021-2022」にサポートギタリストとして出演。
2021年12月15日：1st EP「RAFT」を配信限定リリース。

## ディスコグラフィ

### アルバム
|        | 発売日                               | タイトル  | 規格品番  | 収録曲 | 備考              |
| ------ | ------------------------------------ | --------- | --------- | --- | ----------------- |
| 1st EP | 2021年12月15日:配信 2022年2月23日:CD | RAFT      | KSCL-3278 | 1. SPOT LIGHT 2. Humming Birds 3. Easy 4. Present | オリコン最高150位 |
| 2nd EP | 2022年2月18日:配信 2022年2月23日:CD  | CAPE      | KSCL-3279 | 1. Space Traveler 2. VOICE 3. FIRE 4. SHIP | オリコン最高149位 |
| 1st    | 2022年9月21日                        | TOWNCRAFT | KSCL-3339 | 1. Easy 2. Holiday 3. SPOT SESSION 4. SPOT LIGHT 5. Rules feat.Tao Tsuchiya 6. Brother 7. Capsule 8. Summer Again 9. BET 10. VOICE 11. Space Traveler | オリコン最高146位 |

### 配信限定シングル
| 発売日         | タイトル             | レーベル |
| -------------- | -------------------- | -------- |
| 2021年8月1日   | Easy                 | F.C.L.S. |
| 2021年8月27日  | VOICE                | F.C.L.S. |
| 2021年10月29日 | 走馬灯               | F.C.L.S. |
| 2022年2月11日  | Space Traveler       | F.C.L.S. |
| 2022年5月4日   | Summer Again         | F.C.L.S. |
| 2022年8月10日  | Holiday              | F.C.L.S. |
| 2022年8月24日  | Capsule              | F.C.L.S. |
| 2022年9月7日   | Rules feat. 土屋太鳳 | F.C.L.S. |
| 2023年8月1日   | SUNNY WAVES          | F.C.L.S. |
| 2023年12月13日 | Lullaby              | F.C.L.S. |

## タイアップ
| 曲名   | タイアップ                                    |
| ------ | --------------------------------------------- |
| 走馬灯 | YouTubeソーシャルドラマ「エミリと太陽」主題歌 |

## ミュージックビデオ
| タイトル                         | 公開日         | クレジット                                             | 備考                                          |
| F.C.L.S.「Easy」                 | 2021年6月4日   | Director:Masaki Ueda Illustration:YUGO.                | ソロプロジェクト始動前に匿名公開。            |
| TAIKING「Easy」Filmed by Friends | 2021年8月1日   | Director: Rai Hashimoto                                |                                               |
| TAIKING「VOICE」Music Video      | 2021年9月1日   | Art Director: Shun Komiyama Director: Hiroteru Matsuda |                                               |
| TAIKING「走馬灯」Music Video     | 2021年10月29日 | Director:Kento Yamada                                  | YouTubeソーシャルドラマ「エミリと太陽」主題歌 |

## サポート
・藤井風：「VIVA LA ROCK 2021」（2021年5月3日）、「Fujii Kaze "HELP EVER ARENA TOUR"」（2021年10月2日 - 11月28日）、「Fujii Kaze "LOVE ALL SERVE ALL" STADIUM LIVE」（2022年10月15・16日）、「Fujii Kaze Stadium Live "Feelin' Good"」（2024年8月24日・25日）
・RADWIMPS：「FOREVER IN THE DAZE TOUR 2021-2022」　（2021年12月4日 - 2022年1月30日）

## 主なライブ

### ワンマンライブ・主催イベント
| 開催日                   | タイトル                           | 備考             |
| ------------------------ | ---------------------------------- | ---------------- |
| 2022年2月26日            | TAIKING 1st Live「Feel So Easy」   | 渋谷CLUB QUATTRO |
| 2022年11月21日〜11月27日 | TAIKING 1st TOUR 「TOWNCRAFT」     | 3公演            |
| 2023年3月30日            | OFF THE WALL HARAJUKU BASE         |                  |
| 2023年6月24日〜7月2日    | TAIKING Presents「Hangout Vol. 1」 |                  |
| 2023年10月13日〜10月22日 | TAIKING TOUR 「Hangout」           |                  |